# Frank Harte
Frank Harte (Chapelizod (County Dublin), 14 mei 1934 - County Dublin, 27 juni 2005) was een Iers zanger.
Hij werd geboren in een klein dorp aan de oevers van de rivier de Liffey, nabij Dublin in Ierland, waar hij ook zijn verdere leven woonde. Zijn beroep was architect, maar hij is meer bekend als een van de belangrijkste ballade-zangers en verzamelaars van traditionele Ierse liederen. Vooral de straatballades van Dublin hadden grote aandacht; zijn verzameling bedroeg meer dan 15.500 stuks. Hij produceerde verschillende albums en gaf lezingen op radio en televisie.
Ook was hij supporter van de An Góilín Singers Club. In september 2006 werd het eerste Frank Harte Festival georganiseerd.

## Discografie
- Dublin Street Songs/Through Dublin City, 1967; Topic
- And Listen to my Song, 1975; Hummingbird.
- The Hungry Voice - The Song Legacy of Ireland's Great Hunger
- Daybreak and a Candle End, 1987
- 1798 - The First Year of Liberty, 1998; Hummingbird.
- My Name is Napoleon Bonaparte
- There's Gangs of Them Digging

- International Standard Name Identifier: 0000 0000 2185 2713
- Library of Congress Control Number: n80081673
- MusicBrainz: deb126f7-533d-4e92-b446-10ba0160872f
- Nationale Bibliotheek van Israël: 987007327570405171
- Virtual International Authority File: 70229322
- WorldCat: E39PBJhhpKhkwgxttQJYq4PqQq